# Mikel Iribas
Mikel Iribas Allende (San Sebastián, 13 aprile 1988) è un ex calciatore spagnolo, di ruolo difensore.

## Carriera
Ha giocato nella seconda divisione spagnola.

## Palmarès

### Club

#### Competizioni nazionali
- Segunda División B: 1

Fuenlabrada: 2018-2019